# Playground in My Mind
«Playground in My Mind» es una canción escrita y compuesta por Paul Vance y Lee Pockriss, e interpretada por el cantante británico Clint Holmes. Fue publicado el 21 de junio de 1972 como el sencillo principal de su primer álbum de estudio, Playground in My Mind (1973).

## Composición
La canción fue escrita y compuesta por Paul Vance con Lee Pockriss, y fue originalmente interpretada por Billy Lawrence, quién la lanzó el 29 de octubre de 1971 como sencillo bajo el título de «Playground in My Mind (Mama, Je T'aime)». La versión de Holmes presenta al músico haciendo un dueto con Philip, el hijo del compositor Paul Vance, en el coro. La canción fue compuesta en un tempo de 116 pulsaciones por minuto y está escrita en la tonalidad de fa mayor. Las voces van desde C4 a F5. Musicalmente, «Playground in My Mind» ha sido descrita como una canción de novelty, y pop.

## Posicionamiento

### Gráfica semanal
| Gráfica (1973)                            | Pico de posición |
| ----------------------------------------- | ---------------- |
| Australia (Kent Music Report)             | 66               |
| Canadá (RPM 100 Singles)                  | 1                |
| Canadá (RPM Adult Contemporary Additions) | 1                |
| Estados Unidos (Billboard Hot 100)        | 2                |
| Estados Unidos (Billboard Easy Listening) | 7                |
| Estados Unidos (Cash Box Top 100 Singles) | 2                |

### Gráfica de fin de año
| Gráfica (1973)                            | Pico de posición |
| ----------------------------------------- | ---------------- |
| Canadá (RPM Top Singles)                  | 3                |
| Estados Unidos (Billboard Hot 100)        | 12               |
| Estados Unidos (Billboard Easy Listening) | 32               |
| Estados Unidos (Cash Box Top 100 Singles) | 8                |

## Certificaciones y ventas
| País                  | Certificación | Ventas  |
| --------------------- | ------------- | ------- |
| Estados Unidos (RIAA) | Oro           | 500 000 |

## Otras versiones
El músico estadounidense Ray Conniff grabó la canción para su álbum Harmony (1973). El cantautor mexicano Roberto Jordán grabó la canción en español en 1973, bajo el título de «Juegos en mi Mente», para su álbum de estudio homónimo de Arcano Records.